# Canton de Montembœuf
Le canton de Montembœuf est une ancienne division administrative française, située dans le département de la Charente et la région Nouvelle-Aquitaine.

## Administration: conseillers généraux de 1833 à 2015
| Période | Période      | Identité                                               | Étiquette     | Qualité |
| ------- | ------------ | ------------------------------------------------------ | ------------- | --- |
| 1833    | 1852         | Etienne Veyret                                         |               | Maire de Montembœuf |
| 1852    | 1858         | Léon Jules de Villemandy du Gazon (1824-1892)          |               | Propriétaire à Cherves-Châtelars et avocat à La Rochefoucauld                                                               |
| 1858    | 1870         | Céleste du Breuil-Hélion de La Guéronnière (1802-1881) |               | Propriétaire à Massignac |
| 1871    | 1873 (décès) | Josué Pierre de Bourdage (1814-1873)                   |               | Maître de forges au Montizon Propriétaire, maire de Roussines                                                               |
| 1873    | 1874         | Louis Chapelle                                         | Républicain   | Maire de Roussines |
| 1874    | 1880         | Firmin Nicolas Grellier-Pougeard                       | Droite        | Président du Tribunal civil de Cognac Propriétaire à Pougeard (Saint-Maurice-des-Lions)                                     |
| 1880    | 1886         | Louis Chapelle                                         | Républicain   | Maire de Roussines |
| 1886    | 1892         | Louis Longeaud-Desbrégères                             | Républicain   | Conseiller d'arrondissement, propriétaire à Oradour-sur-Vayres                                                              |
| 1892    | 1920 (décès) | Auguste Blanchier                                      | Républicain   | Médecin, sénateur (1903-1912) Propriétaire à Cherves-Châtelars et à Neuilly-sur-Marne                                       |
| 1920    | 1934         | Pascal Daigueplats                                     | URD           | Avocat, bâtonnier de l'Ordre des avocats d'Angoulême Maire de Montembœuf                                                    |
| 1934    | 1940         | Jean Colombier                                         | RG            | Maire de Mouzon (1933-1944), conseiller d'arrondissement Jean Colombier sera nommé conseiller départemental en 1943         |
|         |              |                                                        |               | |
| 1945    | 1958         | Roger Besse                                            | Rad.          | Médecin Maire de Massignac (1929-1965)                                                                                      |
| 1958    | 1976         | Jean Colombier                                         | Rad. puis UDR | Maire de Mouzon (1933-1944) puis conseiller municipal de Cherves-Châtelars, suppléant du député Michel Alloncle (1973-1978) |
| 1976    | 2001         | Claude Marsaud                                         | PS            | Instituteur, conseiller pédagogique, Saint-Adjutory                                                                         |
| 2001    | 2008         | Jean-Pierre Compain                                    | RPR puis UMP  | Entrepreneur de peinture Maire de Massignac depuis 1995                                                                     |
| 2008    | 2015         | Jean-Pierre Montauban                                  | DVG           | Président du Centre du Chambon à Eymouthiers                                                                                |

## Conseillers d'arrondissement (de 1833 à 1940)
| Période | Période          | Identité                               | Étiquette                    | Qualité |
| ------- | ---------------- | -------------------------------------- | ---------------------------- | --- |
| 1833    |                  | Gabriel Veyret                         |                              | Propriétaire, maire de Mazerolles                                                                                              |
|         |                  |                                        |                              | |
| 1848    | 1852             | Jules Gros (de) Montembœuf (1807-1873) |                              | Propriétaire, maire de Montembœuf                                                                                              |
| 1852    |                  | Léonard Gâcon                          |                              | Notaire, maire de Cherves-Chatelars                                                                                            |
|         |                  |                                        |                              | |
| 1871    | 1877             | Fernand Desroches de Chassay           |                              | Maire de Verneuil, Président du Conseil d'arrondissement                                                                       |
| 1877    | 1892             | Auguste Blanchier                      | Républicain                  | Médecin, sénateur (1903-1912) Propriétaire à Cherves-Châtelars et à Neuilly-sur-Marne                                          |
| 1883    | 1886             | Louis Longeaud-Desbrégères             | Républicain                  | Propriétaire à Oradour-sur-Vayres                                                                                              |
| 1892    | 1895             | Joseph Faury                           | Républicain                  | Propriétaire, maire du Lindois                                                                                                 |
| 1895    | 1897 (démission) | Daniel Raballet (1867-1932)            | Républicain                  | Avocat puis juge au Tribunal civil de Confolens, propriétaire à Mouzon Nommé Président de Chambre à la Cour d'appel de Limoges |
| 1897    | 1913             | Joseph Faury                           | Républicain                  | Propriétaire, maire du Lindois                                                                                                 |
| 1913    | 1933 (décès)     | Théophile Colombier (1869-1933)        | Républicain Bloc des gauches | Maire de Mouzon |
| 1933    | 1934             | Jean Colombier                         | Radical                      | Maire de Mouzon |
| 1934    | 1937             | Louis Trapateau                        | RG                           | Maire de Vitrac-Saint-Vincent                                                                                                  |
| 1937    | 1940             | Roger Besse (1889-1966)                | Rad.                         | Médecin Maire de Massignac (1929-1965)                                                                                         |
| 1940    |                  |                                        |                              | Les conseils d'arrondissement ont été suspendus par la loi du 12 octobre 1940 et n'ont jamais été réactivés                    |

Sources : Journal "La Charente" https://gallica.bnf.fr/ark:/12148/cb32740226x/date&rk=21459;2.

## Composition
- Cherves-Châtelars
- Lésignac-Durand
- Le Lindois
- Massignac
- Mazerolles
- Montembœuf
- Mouzon
- Roussines
- Saint-Adjutory
- Sauvagnac
- Verneuil
- Vitrac-Saint-Vincent

## Démographie
| 1962  | 1968  | 1975  | 1982  | 1990  | 1999  | 2006  | 2011  | 2012  |
| ----- | ----- | ----- | ----- | ----- | ----- | ----- | ----- | ----- |
| 5 972 | 5 378 | 4 734 | 4 380 | 4 074 | 3 798 | 3 851 | 3 888 | 3 879 |